# 桐叶千金藤
桐叶千金藤（学名：Stephania hernandifolia）为防已科千金藤属的植物。分布于澳大利亚、亚洲以及中国大陆的贵州、云南、四川、广西等地，生长于海拔500米至1,800米的地区，一般生长在疏林、灌丛以及石山，目前尚未由人工引种栽培。